# 潮鱯
潮鱯，為輻鰭魚綱鯰形目鱨科的其中一種，為熱帶淡水魚類，分布於亞洲印度至印尼淡水及半鹹水流域，體長可達46公分，棲息在泥底質底層水域，成小群活動，日行性，生活習性不明，可做為食用魚。

## 扩展阅读
維基物種上的相關：潮鱯